# نتوء صخري جليدي

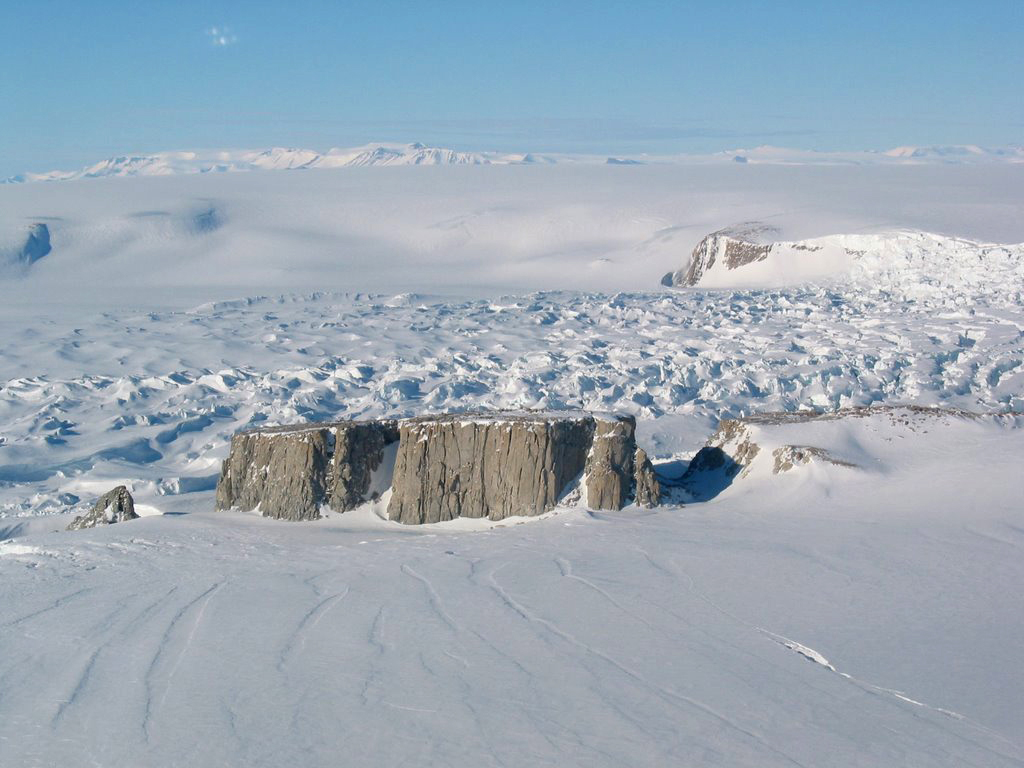
نوناتاك ستار على ساحل أرض فكتوريا، االقطب الجنوبي

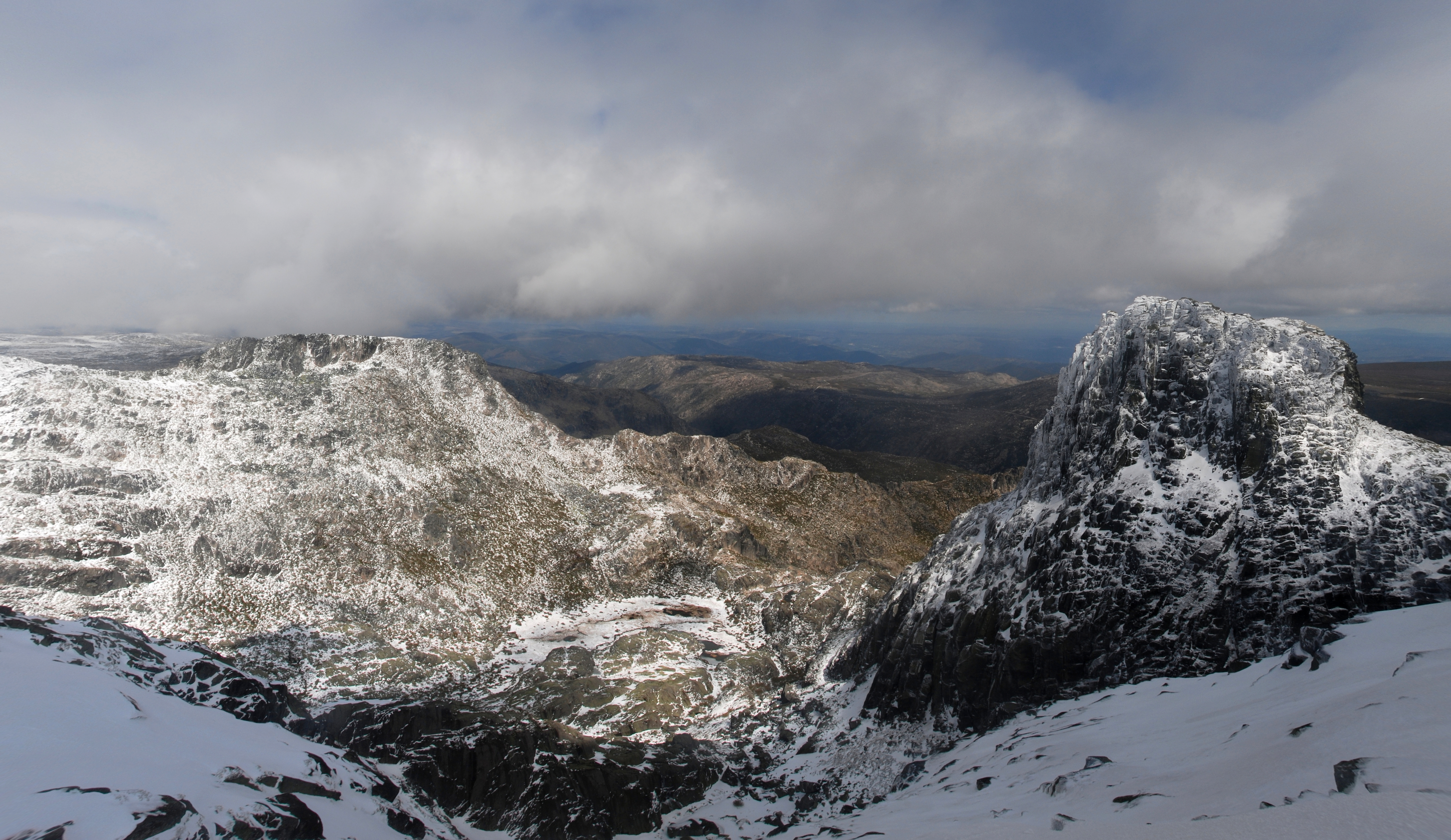
كانتارو ماغرو ، سيرا دا إستريلا، البرتغال، تشكلت على شكل نوناتاك خلال العصر الجليدي الأخير وهي مكشوفة الآن

النتوء الصخري الجليدي أو نوناتاك (بلغة الإنويت nunataq) هو عنصر مكشوف، وفي كثير من الأحيان صخري من سلسلة من التلال، أو جبل، أو ذروة غير مغطاة بالجليد أو الثلج بداخل (أو على حافة) حقل من الجليد أو مثلجة. وتدعى أيضا الجزر الجليدية.
أصل الكلمة غرينلاندية وقد استخدمت في اللغة الإنجليزية منذ 1870.

## الوصف
يستخدم المصطلح عادة في المناطق التي يوجد فيها صفائح جليدية دائمة وتبرز النتوءات الصخرية الجليدية فوق الصفائح. تشكل النتوءات الصخرية الجليدية نقاط مرجعية ظاهرة في الأنهار الجليدية أو القمم الجليدية، في غالبا ما تعطى أسماء. بعض النتوءات الصخرية الجليدية معزولة، والبعض الآخر يشكل كتلا كثيفة، مثل أرض الملكة لويز في غرينلاند.
تتخذ النتوءات الصخرية الجليدية عادة شكلا مدببا، مما يعيق تشكل الجليد على قممها، إلا أن الثلوج يمكن أن تتراكم عليها. وعادة ما تتباين بشدة مع الملامح اللينة من الأرض المتآكلة بعد تراجع الأنهر الجليدية.
في العادة، النتوءات الصخرية الجليدية هي الأماكن الوحيدة حيث يمكت للكائنات النباتية البقاء على قيد الحياة على الصفائح الجليدية أو القمم الجليدية. أشكال الحياة على النتوءات الصخرية الجليدية تعزل باستمرار من قبل الجليد المحيط بها، والتي تشكل بيئة فريدة من نوعها.

## وصلات خارجية
- Nunatak بقاء عالية في جبال الألب النبات Eritrichium القزمة